# Endless Waltz
Gundam Wing: Endless Waltz, conhecido no Japão como New Mobile Report Gundam Wing: Endless Waltz (新機動戦記ガンダムW: ENDLESS WALTZ, Shin Kidō Senki Gandamu Uingu: Endoresu Warutsu), é a sequência de Mobile Suit Gundam Wing, ambos os quais estão definidos na linha de tempo "After Colony", um universo alternativo ao da série original Mobile Suit Gundam. Além de ser uma continuação para a série de TV Gundam Wing, também revela detalhes sobre os passados dos cinco pilotos Gundam e o verdadeiro objetivo por trás da "Operação Meteoro".
Endless Waltz originalmente estreou no Japão como um OVA de três partes em 1997, e foi lançado mais tarde como um filme de compilação teatral em 1998, incluindo cenas adicionais e uma partitura alterada.

## Sinopse
É o ano Depois da Colônia 196, e as batalhas entre a Terra e as colônias espaciais terminaram. Treize Khushrenada está morto e OZ chegou ao fim. Isso dá origem à Nação Unificada da Esfera da Terra (ESUN) e aos Preventers. Vendo que não serão necessários mais, os pilotos de Gundam (exceto Wufei) enviam seus Gundams ao Sol. No entanto, essa paz não duraria, pois uma rebelião ocorre na colônia recém-concluída, L3 X-18999. Liderada por Mariemaia Khushrenada, filha ilegítima de Treize, a rebelião rapta Relena Darlian, agora vice-ministro de Relações Exteriores da ESUN, durante uma missão diplomática para X-18999. Enquanto os pilotos de Gundam investigam ainda mais, eles descobrem que Mariemaia é apenas uma marionete controlada por seu avô Dekim Barton, um ex-conselheiro do líder da colônia mártir Heero Yuy, que está usando X-18999 para passar com a Operação Meteoro original, como uma contingência no caso de a ESUN não cumprir. Os pilotos de Gundam devem impedir Dekim de tomar o poder sobre o ESUN. Os Gundams são recuperados de seu curso ao Sol à órbita da Terra graças a Quatre e Maganacs. Os pilotos usam seus Gundams uma última vez para lutar contra as forças de Dekim, não matando ninguém. No final, Dekim é morto por um de seus próprios soldados, a Terra e suas colônias estão em paz mais uma vez e todos os ternos móveis (incluindo os Gundams) estão para sempre destruídos.

## Música

### Temas
- Tema de encerramento do OVA: "White Reflection" por Two-Mix
- Tema de encerramento do filme: "Last Impression" por Two-Mix